# CMTS
Cable modem termination system nebo CMTS, někdy zvané také Headend, je zařízení poskytující vysokorychlostní připojení do Internetu a VoIP služby v síti kabelové televize.

## Vlastnosti
Vyrábí se různé modely CMTS pro různá použití. Od malých pro připojení stovek kabelových modemů až po velké pro připojení desítek tisíc kabelových modemů. Větší modely obvykle nabízí redundanci jednotlivých součástí, pro případ poruchy jedné části, kdy je její funkce převzata jinou částí. Vyrábí se v rackovém provedení. Malé modely mají obvykle velikost 1 RU, velké mohou mít více než 10 RU a spotřebu několik kW.
Mají rovněž různé možnosti s schopnosti, což záleží nejen na hardwarovém provedení, ale také na firmware, který jej obsluhuje. Provedení může být bridge nebo router. Obvyklé je, že modely pro menší počet uživatelů jsou nastaveny jako bridge, velké modely naopak zásadně jakou router. Mezi další schopnosti může patřit podpora směrovacích protokolů OSPF, BGP pro nastavení zejména páteřní konektivity. Dále podpora DHCP a TFTP pro přihlašování kabelových modemů. CMTS neumí poskytovat překlad privátních adres za veřejné, označovaný také jako NAT (z anglického network address translation). Nejpodstatnějšími parametry pro majitele CMTS bývá počet zákazníků, které může připojit. V praxi je to počet dopředných a zpětných kanálů (downstreamů a upstreamů).
Mezi světově nejúspěšnější výrobce patří: Casa Systems, Arris, Cisco Systems, Motorola.